# Mesterholdenes Europa Cup i håndbold 1990-91 (kvinder)
Mesterholdenes Europa Cup i håndbold 1990-91 for kvinder var den 31. udgave af Mesterholdenes Europa Cup i håndbold for kvinder. Turneringen havde deltagelse af 21 hold, som var blevet nationale mestre sæsonen forinden, og blev afviklet som en cupturnering, hvor alle opgørene blev afviklet over to kampe, hvor holdene mødtes både ude og hjemme.
Turneringen blev vundet af TV Lützellinden fra Vesttyskland, som i finalen over to kampe besejrede de seneste to sæsoners mestre, Hypobank Südstadt fra Østrig, med 43-40. Det var første gang i turneringens historie, at et vesttysk hold sikrede sig titlen, men Hypobank Südstadt var i finalen for femte sæson i træk.
Danmarks repræsentant i turneringen var de danske mestre fra GOG, som blev slået ud i 1/8-finalen af Rostelmasj Rostov fra Sovjetunionen.

## Resultater

### 1/16-finaler
| Dato   | Dato   | Hjemmehold i 1. kamp | Udehold i 1. kamp | Resultat | Resultat | Resultat |
| 1.kamp | 2.kamp | Hjemmehold i 1. kamp | Udehold i 1. kamp | Samlet   | 1.kamp   | 2.kamp   |
| ------ | ------ | -------------------- | ----------------- | -------- | -------- | -------- |
| 23.9.  | 30.9.  | Initia HC Hasselt    | TV Lützellinden   | 25–45    | 18-18    | 07-27    |
| 23.9.  | 30.9.  | Polisens IF          | KF Fram           | 36–42    | 18-16    | 18-26    |
| ?      | 30.9.  | AZS AWF Wrocław      | SC Empor Rostock  | ?–?      | ?        | 20-21    |
| ?      | ?      | Åbo IFK              | GOG               | 23–59    | 13-26    | 10-33    |

### Ottendedelsfinaler
| Dato   | Dato   | Hjemmehold i 1. kamp | Udehold i 1. kamp        | Resultat | Resultat | Resultat |
| 1.kamp | 2.kamp | Hjemmehold i 1. kamp | Udehold i 1. kamp        | Samlet   | 1.kamp   | 2.kamp   |
| ------ | ------ | -------------------- | ------------------------ | -------- | -------- | -------- |
| ?      | ?      | TV Lützellinden      | Gymnastiki Enosi Verias  | ?–?      | ?        | ?        |
| ?      | ?      | Cassano Magnago      | ŽRK Budućnost            | ?–?      | ?        | ?        |
| ?      | 18.1.  | Byåsen IL            | KF Fram                  | 53–29    | 30-14    | 23-15    |
| ?      | ?      | GOG                  | Rostelmasj Rostov        | ?–?      | 23-29    | ?        |
| 12.1.  | 19.1.  | ASPTT Metz           | V&L Geleen               | 41–39    | 27-22    | 14-17    |
| 13.10. | ?      | Budapesti Építők     | Iber Valencia            | 37–34    | 25-16    | 12-18    |
| ?      | ?      | AZS AWF Wrocław      | LC Brühl                 | 42–38    | 22-19    | 20-19    |
| 13.1.  | ?      | Hypobank Südstadt    | Chimistul Râmnicu Vâlcea | 42–39    | 23-15    | 19-24    |

### Kvartfinaler
| Dato   | Dato   | Hjemmehold i 1. kamp | Udehold i 1. kamp | Resultat | Resultat | Resultat |
| 1.kamp | 2.kamp | Hjemmehold i 1. kamp | Udehold i 1. kamp | Samlet   | 1.kamp   | 2.kamp   |
| ------ | ------ | -------------------- | ----------------- | -------- | -------- | -------- |
| 17.2.  | 23.2.  | TV Lützellinden      | ŽRK Budućnost     | 59–48    | 26-23    | 33-25    |
| 17.2.  | 24.2.  | Rostelmasj Rostov    | Byåsen IL         | 43–40    | 28-22    | 15-18    |
| 16.2.  | 23.2.  | ASPTT Metz           | Budapesti Építők  | 28–34    | 15-18    | 13-16    |
| 17.2.  | 24.2.  | AZS AWF Wrocław      | Hypobank Südstadt | 38–45    | 21-25    | 17-20    |

### Semifinaler
| Dato   | Dato   | Hjemmehold i 1. kamp | Udehold i 1. kamp | Resultat | Resultat | Resultat |
| 1.kamp | 2.kamp | Hjemmehold i 1. kamp | Udehold i 1. kamp | Samlet   | 1.kamp   | 2.kamp   |
| ------ | ------ | -------------------- | ----------------- | -------- | -------- | -------- |
| 7.4.   | ?      | Rostelmasj Rostov    | TV Lützellinden   | 39–39    | 22-19    | 17-20    |
| ?      | ?      | Budapesti Építők     | Hypobank Südstadt | ?–?      | 22-24    | ?        |

### Finale
| Dato   | Dato   | Hjemmehold i 1. kamp | Udehold i 1. kamp | Resultat | Resultat | Resultat |
| 1.kamp | 2.kamp | Hjemmehold i 1. kamp | Udehold i 1. kamp | Samlet   | 1.kamp   | 2.kamp   |
| ------ | ------ | -------------------- | ----------------- | -------- | -------- | -------- |
| ?      | ?      | TV Lützellinden      | Hypobank Südstadt | 43–40    | 21-15    | 22-25    |